# Misikir Mekonnin
Misikir Mekonnin (* 23. Juli 1986) ist eine äthiopische Marathonläuferin. Kurzzeitig startete sie unter dem Namen Teyba Nasser für Bahrain.
2008 siegte sie beim Heart of the Summer 10K und 2009 beim Columbus-Halbmarathon und beim National Race to End Women’s Cancer. 2010 stellte sie beim Rock ’n’ Roll Arizona Marathon einen Streckenrekord auf und wurde Zweite beim Los-Angeles-Marathon. Ebenfalls Zweite wurde sie wie im Vorjahr beim Cooper River Bridge Run. Im Herbst gewann sie den Long-Beach-Halbmarathon und wurde Vierte beim Honolulu-Marathon.
Im Jahr darauf wurde sie Zweite beim Rock ’n’ Roll Marathon, Neunte beim Philadelphia-Halbmarathon, Elfte beim New-York-City-Marathon und Zweite in Honolulu.
2012 folgte einem Streckenrekord beim Hong Kong Marathon ein zweiter Platz in Los Angeles und ein fünfter beim Prag-Marathon.

## Persönliche Bestzeiten
- 10-km-Straßenlauf: 32:34 min, 27. März 2010, Charleston
- Halbmarathon: 1:11:35 h, 17. Oktober 2010, Long Beach
- Marathon: 2:29:46 h, 13. Mai 2012, Prag